# UFC 271
UFC 271: Adesanya vs. Whittaker 2 foi um evento de artes marciais mistas produzido pelo Ultimate Fighting Championship e que aconteceu no dia 12 de fevereiro de 2022, no Toyota Center em Houston.

## História
Este evento contou com a disputa pelo cinturão peso-médio do UFC entre Israel Adesanya e Robert Whittaker como luta principal da noite.
Uma luta pelo peso mosca entre Alex Perez e Matt Schnell era esperada para ocorrer neste evento, mas Perez não bateu o peso da categoria. Como Matt Schnell recusou a lutar em um peso casado, a luta foi cancelada.
Uma luta no peso médio entre Jared Cannonier e Derek Brunson foi marcada para o UFC 270. Entretanto, a luta foi adiada para este evento.

## Resultados
1. ↑  Cinturão Peso Médio do UFC.